# Herbert Earl Grier
Herbert Earl Grier Jr.  (Chicago, 3 de julho de 1911 — La Jolla, 17 de março de 1999) foi um engenheiro estadunidense.
Auxiliou a projetar os mecanismos de ignição das bombas que foram lançadas sobre Hiroshima e Nagasaki no final da Segunda Guerra Mundial, Little Boy e Fat Man.